# Atopogestus graueri
Atopogestus graueri är en mångfotingart som beskrevs av Carl Graf Attems 1927. Atopogestus graueri ingår i släktet Atopogestus och familjen Atopogestidae. Inga underarter finns listade i Catalogue of Life.